# Глинский, Теофан
Теофан Глинский (укр. Теофан Глинський; 1806 — 17 апреля 1893, Городница Австро-Венгрия (ныне Ивано-Франковская область Украина)) — украинский писатель, галицкий публицист, историк, языковед, общественный и культурный деятель.

## Биография
В 1829 году закончил Львовский университет. Во время революции 1848—1849 годов в Австрийской империи был избран секретарём Главной Русской рады в Богородчанах (Галиция). Выступал за обязательное начальное образование для украинцев, преподавание в учебных заведениях на украинском языке, облегчение для крестьянских детей условий вступления в гимназии. В 1848 году был участником Собора русских учёных во Львове.
Ратовал за развитие литературного языка на основе живого народного языка. Боролся за введение фонетического правописания. Автор ряда статей на общественно-политические темы по истории, языкознанию, в частности: «Гадки в образоваії і розвиванії письменного руського язика» (1851). Автор труда «Граматика мала руського язика для шкіл парафіальних в Галіції» (1845, не опубликован) и поэтических переводов библейской мифологии, сюжетов на морально-этические темы. Печатался в журналах «Зоря» и «Правда», газетах «Батьківщина», «Діло», «Руска Рада», «Вісник для русинів Австрійської держави» и др.